# Ricardo Glenn
Ricardo Glenn (Detroit, Michigan, Estados Unidos, 1 de mayo de 1990) es un jugador de baloncesto estadounidense que se desempeña como pívot.

## Carrera universitaria
Glenn se desempeñó a lo largo de su carrera universitaria en USC Upstate Spartans, equipo de baloncesto de la Universidad de Carolina del Sur Upstate, institución académica ubicada en Spartanburg, Carolina del Sur, que competía en la Atlantic Sun Conference (ASUN) de la División I de la NCAA. Con los Spartans actuó en cuatro temporadas del baloncesto universitario estadounidense, siendo la mejor la de senior, en la que promedió 13.6 puntos, 9.0 rebotes y 1.8 asistencias por encuentro en 22 partidos. Su buena producción individual le valió ser electo como parte del Segundo Mejor Quinteto de la ASUN.

### Universidades
| Club                 | País           | Clase     | Año         |
| -------------------- | -------------- | --------- | ----------- |
| USC Upstate Spartans | Estados Unidos | Freshman  | 2010 - 2011 |
| USC Upstate Spartans | Estados Unidos | Sophomore | 2011 - 2012 |
| USC Upstate Spartans | Estados Unidos | Junior    | 2012 - 2013 |
| USC Upstate Spartans | Estados Unidos | Senior    | 2013 - 2014 |

## Carrera profesional

### Hoverla Ivano-Frankivsk
En su temporada de debut en Europa y como profesional,  jugó con Hoverla Ivano-Frankivsk en Ucrania, donde promedió 12 puntos por juego. 

### MAFC
En 2015, deja el club ucraniano para firmar con MAFC de Hungría, donde termina la temporada 2014-15 como máximo reboteador de la Nemzeti Bajnokság I/A (Liga Húngara).  Anotó alrededor de 13.5 puntos por juego y doce rebotes. Además, tenía un porcentaje de puntuación del 67.6 por ciento.

### Landstede
En octubre del año 2015,  firmó con Landstede Basketbal de Holanda en reemplazo de Alex Francis, previamente cortado,  Disputó 38 partidos en los que promedió 11,1 puntos, 9,1 rebotes y 1,9 asistencias jugando una media de 26 minutos por juego.

### Biguá
En agosto de 2016, Glenn firmó con Club Biguá en Uruguay. En la temporada promedió 15.3 puntos (64% de campo), 12.3 rebotes y 2 asistencias por encuentro. Disputó 28 juegos con el cuadro uruguayo.

### Peñarol
El 29 de junio del 2017 se confirma su llegada al milrayitas de cara a la Liga Nacional de Básquet 2017-18. Tras el arribo de Martín Leiva el club decide desprenderse cortarlo para liberar una ficha. Glenn se fue de Peñarol de Mar del Plata con apenas 7 partidos jugados, arrojando números de 9.9 puntos (50% en dobles y 83.3% en libres), 9.7 rebotes y 1.1 asistencias, con 14.6 de valoración.

### Biguá
Regresa al Club Biguá para disputar lo que restaba de la Liga Uruguaya de Básquetbol 2017-18 donde promedió 15 puntos y 10 rebotes por partido y no logró clasificarse para los playoff, no obstante evita el descenso con el conjunto uruguayo.

### Gimnasia (LP)
El 28 de marzo del 2018 se confirma su llegada a Gimnasia y Esgrima de La Plata para disputar lo que resta de la Liga Argentina 2017-18, llega tras la inesperada salida del venezolano José Rodríguez. Gimnasia no se clasifica para los playoff pero mantuvo la categoría.

### Clubes
| Club                        | País           | Año             |
| --------------------------- | -------------- | --------------- |
| Hoverla Ivano-Frankivsk     | Ucrania        | 2014 - 2015     |
| MAFC                        | Hungría        | 2015            |
| Landstede Basketbal         | Países Bajos   | 2015 - 2016     |
| Biguá                       | Uruguay        | 2016 - 2017     |
| Peñarol                     | Argentina      | 2017            |
| Biguá                       | Uruguay        | 2017 - 2018     |
| Gimnasia y Esgrima La Plata | Argentina      | 2018            |
| Unión Atlética              | Uruguay        | 2018            |
| Aguada                      | Uruguay        | 2018 - 2019     |
| Capitol                     | Uruguay        | 2019            |
| Olímpico                    | Argentina      | 2020            |
| PrimeTime Players           | Estados Unidos | 2021            |
| Larre Borges                | Uruguay        | 2021            |
| Caribbean Storm Islands     | Colombia       | 2021            |
| Kipinä Basket               | Finlandia      | 2022            |
| Tabaré                      | Uruguay        | 2022            |
| Larre Borges                | Uruguay        | 2022 - 2023     |
| Brillantes del Zulia        | Venezuela      | 2023            |
| Olimpia                     | Uruguay        | 2023            |
| Comunicaciones              | Argentina      | 2024            |
| Charlotte Tribe             | Estados Unidos | 2025            |
| Trouville                   | Uruguay        | 2025            |
| Gastonia Snipers            | Estados Unidos | 2025            |
| Tabaré                      | Uruguay        | 2025 - Presente |

## Palmarés

### Campeonatos nacionales
- Actualizado hasta el 10 de septiembre de 2022.

| Título           | Club         | País    | Año  |
| ---------------- | ------------ | ------- | ---- |
| Campeón LUA 2021 | Larre Borges | Uruguay | 2021 |

### Individuales
- Actualizado hasta el 10 de septiembre de 2022.

| Título                                               | Club                 | País           | Año  |
| ---------------------------------------------------- | -------------------- | -------------- | ---- |
| Segundo Mejor quinteto de la Atlantic Sun Conference | USC Upstate Spartans | Estados Unidos | 2014 |
| Máximo reboteador de la Nemzeti Bajnokság I/A        | MAFC                 | Hungría        | 2015 |
| Mejor extranjero de la Liga Uruguaya de Ascenso      | Larre Borges         | Uruguay        | 2021 |